# Dolmen de Rostudel
Le dolmen de Rostudel est situé sur la commune de Crozon, dans le département français du Finistère. Décrit dès le XIXe siècle, c'est le dolmen le mieux conservé et sans doute le plus célèbre de la presqu'île de Crozon.

## Historique
En 1835, de Fréminville mentionne sa « conservation parfaite » et à sa suite plusieurs auteurs du XIXe siècle décriront le monument (Vallin en 1859, Le Men en 1876) en soulignant son bon état de conservation. En 1929, B. Le Pontois signale que la table du dolmen comporte de nombreuses cupules. À partir de 1935, Antoine Vourc'h, qui prétend avoir découvert sur le dolmen une gravure d'embarcation accompagnée d'inscriptions, va développer toute une théorie de plus en plus fantaisiste sur l'origine mystérieuse de ces gravures. En 1941, le maire de Crozon demande le classement du dolmen au titre des monuments historiques mais cette demande restera sans effet. Depuis 1880, le dolmen est représenté sur de nombreuses cartes postales.

## Étymologie
Curieusement le dolmen tient son nom du hameau de Rostudel, situé à environ 1,5 km plus au sud, alors que le hameau le plus proche est celui de Kerroux à environ 600 m à l'ouest.

## Description
C'est un dolmen de type simple mais son état actuel correspond à une destruction partielle intervenue en 1835 depuis laquelle il est resté en l'état. Il se compose de trois orthostates supports et d'une table de couverture mesurant 3,20 m de longueur sur 1,60 m  de largeur et 0,40 m d'épaisseur. Toutes les dalles sont en grès. Compte tenu de son architecture simple, P-R. Giot a émis l'hypothèse qu'il pourrait dater de l'Âge du bronze.
Les soi-disant nombreuses cupules mentionnées par Le Pontois, affirmation qui sera reprise à sa suite de nombreuses fois, sont en réalité des figures de sédimentation fossile. La gravure de voilier mentionnée par le docteur Vourc'h a en fait été réalisée au début du XXe siècle par un dénommé Pierre Lassau qui a aussi laissé ses initiales (« LP ») sur le côté ouest de la table de couverture,.
Une hache polie en fibrolithe a été découverte près du dolmen avant 1900.
Selon Paul du Châtellier, un menhir se dressait à environ 200 m à l'ouest du dolmen, dont il ne demeure aujourd'hui aucune trace.